# Мала Домаша (водосховище)
Мала Домаша (Malá Domaša) — водосховище на річці Ондава; місце розташування — округ Вранов-над-Теплою.
Площа 0,44 км2. Збудовано на річці Ондава. Розташоване біля села Мала Домаша.